# Plectreurys tristis
Espèce
Synonymes
- Plectreurys bispinosus Chamberlin, 1924

Plectreurys tristis est une espèce d'araignées aranéomorphes de la famille des Plectreuridae.

## Distribution
Cette espèce se rencontre aux États-Unis en Idaho, en Utah, au Nevada, en Californie et Arizona et au Mexique en Basse-Californie et au Sonora,.

## Description
Le mâle décrit par Gertsch en 1958 mesure 11,5 mm et la femelle 12 mm.

## Publication originale
- Simon, 1893 : Études arachnologiques. 25e Mémoire. XL. Descriptions d'espèces et de genres nouveaux de l'ordre des Araneae. Annales de la Société Entomologique de France, vol. 62, p. 299-330 (texte intégral).